# Heritage Pines
Heritage Pines es un lugar designado por el censo ubicado en el condado de Pasco en el estado estadounidense de Florida. En el Censo de 2010 tenía una población de 2.136 habitantes y una densidad poblacional de 753,16 personas por km².

## Geografía
Heritage Pines se encuentra ubicado en las coordenadas 28°25′31″N 82°37′16″O / 28.42528, -82.62111. Según la Oficina del Censo de los Estados Unidos, Heritage Pines tiene una superficie total de 2.84 km², de la cual 2.78 km² corresponden a tierra firme y (2.1%) 0.06 km² es agua.

## Demografía
Según el censo de 2010, había 2.136 personas residiendo en Heritage Pines. La densidad de población era de 753,16 hab./km². De los 2.136 habitantes, Heritage Pines estaba compuesto por el 98.36% blancos, el 0.84% eran afroamericanos, el 0.05% eran amerindios, el 0.42% eran asiáticos, el 0% eran isleños del Pacífico, el 0.19% eran de otras razas y el 0.14% pertenecían a dos o más razas. Del total de la población el 2.01% eran hispanos o latinos de cualquier raza.